# Elyakim Rubinstein
Elyakim Rubinstein (né le 13 juin 1947 à Givatayim) est un juriste israélien. Il est le vice-président de la Cour suprême d'Israël.

## Biographie
Elyakim Rubinstein est né dans la localité de Givatayim. Il étudie dans un lycée religieux de Tel Aviv, et est diplômé en droit de l'Université hébraïque de Jérusalem. Il est marié et le père de deux filles.

## Carrière diplomatique
Rubinstein a commencé sa carrière comme conseiller juridique du ministère de la Défense puis du ministère des Affaires étrangères israélien dans les années 70. Sa carrière diplomatique débute en 1977, lorsqu'il participe à la délégation israélienne qui conduira aux accords de Camp David entre Israël et l'Égypte. À partir de 1980, il devient directeur général adjoint au ministère des Affaires étrangères, chargé de la normalisation des relations diplomatiques avec l'Égypte.
Il sert pendant deux années, en 1985 et 1986 à l'ambassade d'Israël à Washington, puis devient Cabinet Secretary à partir de 1986.
À partir de 1991, il dirige l'équipe de négociateurs israéliens impliqués dans la Conférence de Madrid, ce qui conduira deux ans plus tard aux accords d'Oslo. 
En 1994, il dirige la délégation israélienne qui signe les accords de paix avec la Jordanie, ce qui met fin au volet diplomatique de sa carrière.

## Carrière juridique
À partir de 1995, Elyakim Rubinstein s'oriente vers une carrière juridique, et dirige la Cour de Jérusalem de 1995 à 1997. En 1997, il est nommé Procureur général, un poste qu'il occupera jusqu'en 2004. À ce poste, il sera confronté à l'affaire de financement illégal de la campagne d'Ariel Sharon, pour laquelle il lui sera reproché d'avoir agi avec trop de circonspection, alors que le Procureur de l'État Edna Arbel voulait avancer plus rapidement sur ce dossier, ce que fera le successeur de Rubinstein, Menachem Mazuz.

En mai 2004, Rubinstein rejoint la Cour Suprême de l'État d'Israël et en devient vice-président en janvier 2015, un poste qu'il occupera jusqu'à sa retraite en 2017, à l'âge de 70 ans.
Rubinstein est l'auteur de nombreux livres sur la Cour suprême. Il est considéré comme un réformiste libéral et s'est souvent opposé aux supporters d'un judaïsme plus orthodoxe.

## Liens
Elyakim Rubinstein sur le site de la Cour Suprême